# Edmunds Sprūdžs
Edmunds Sprūdžs (21. juni 1980 i Riga i Lettiske SSR) er en lettisk politiker, nuværende lettisk Minister for miljø og regional udvikling.
Den 25. oktober 2011 udnævntes han til at være Letlands Minister for miljø og regional udvikling i Valdis Dombrovskis' tredje regering.